# Концертхусет
Концертхусет (на датски: Koncerthuset, бившата Копенхагенска концертна зала) проектирана от Жан Нувел е част от новия ДР град (DR Byen), в който се помещава датската радиопредавателна корпорация ДР. Концертната зала и част от ДР града са разположени в северната част на Йорестад, амбициозно развиващата се зона в Копенхаген, Дания. Концертният комплекс се състои от 4 зали, като основният аудиториум има 1800 седящи места. В него се помещава и Датският национален симфоничен оркестър.

## Сграда и строителство
В основната концертната зала се намира орган с 91 гласа, 118 йерархията и прибл. 6000 тръби, построени от нидерландския строител на органи Дж. Л. ван ден Хьовел Оргелбоу.
Изграждането на комплекса започва през февруари 2003 г. Официалното откриване е на 17 януари 2009 г., като строителството отнема малко по-малко от 6 години.

### Превишаване на разходите
Бюджетът на сградата е коригиран няколко пъти по време на строителството, поради огромната сложност на проекта. През 2007 г. цената на проекта достига 300 милиона долара, което прави Концертхусет най-скъпата концертна зала, строена някога. Предишният рекорд се е държал от концертната зала Уолт Дисни в Лос Анджелис с цена от 274 милиона долара. Датското правителство отказва да дофинансира проекта, като това води до драстични съкращения на персонала DR и финансиране на програмите.

## Награди и отличия
- Най-добра обществена сграда, 2010 Наградите на Уалпейпър дизайн[4]

Проектът е корица на уважаваното списание El Croquis в брой номер 112/113.